# Werner Fuchs
Werner Fuchs (18. ledna 1891 – 30. června 1976) byl námořní velitel v období první světové války a pozdější vysoce vyznamenaný vyšší námořní důstojník v hodnosti admirál (Admiral) za druhé světové války. Nejznámější byl díky svému působení jako šéf hlavní kanceláře pro konstrukci válečného loďstva, kterou zastával až téměř do konce roku 1944. Mezi jeho nejvýznamnější vyznamenání patřil např. Rytířský kříž válečného záslužného kříže s meči, Německý kříž ve stříbře nebo oba stupně pruského železného kříže i se sponami.

## Mládí a počátky námořního kariéry
Werner Fuchs se narodil 18. ledna roku 1891 ve východopruském městě Insterburg (dnešní Černjachovsk (Черняховск) v Kaliningradské oblasti v Rusku). Po dokončení základního vzdělání a následném složení maturitní zkoušky se rozhodl mladý Werner vstoupit do císařského válečného námořnictva, kam vstoupil k počátku dubna roku 1909 jako námořní kadet (Seekadett). Po dokončení základního měsíčního námořního výcviku byl odvelen na těžký křižník "Hansa" pod velením Otto Backa, který nyní sloužil jako výcviková loď. Zde se zaučoval až do konce března následujícího roku.
K počátku dubna roku 1910 nastoupil již v hodnosti námořního praporčíka (Fähnrich zur See) na námořní školu, kde absolvoval několik speciálních rozšiřujících kurzů. Školu úspěšně dokončil ke konci září následujícího roku a jeho dalším působištěm se mu stal lehký křižník "Kolberg", který byl nedávno čerstvě uveden do služby. Zde byl v polovině září roku 1912 povýšen do hodnosti námořního poručíka (Leutnant zur See).

## První světová válka
Na palubě křižníku "Kolberg" sloužil i během vypuknutí první světové války. Jeho první bojovou zkušeností se mu pod velením námořního kapitána Wilhelma Widemanna stala bitva o Helgoland ke konci srpna roku 1914. Zde byl "Kolberg" přidělen k obranné eskadře, kterou tvořily další dva lehké křižníky "Mainz" a "Cöln". Ty byly však v bitvě potopeny a "Kolberg" byl nucen se stáhnout.
Na počátku roku 1915 se "Kolberg" zúčastnil bitvy u Dogger Banku, během které se jako první německá loď pustil do dělostřeleckého souboje s britským křižníkem "Aurora". V krátké přestřelce byl křižník "Aurora" třikrát zasažen. "Kolberg" dostal jen dva zásahy a dle oficiálních zpráv přišel jen o dva námořníky. Následně dostal křižník rozkaz se stáhnout.
K počátku března téhož roku byl Fuchs převelen na lehký křižník "Regensburg", kde byl jmenován do funkce dozorčího důstojníka. K počátku května stejného roku byl povýšen do hodnosti námořního nadporučíka (Oberleutnant zur See). Křižník byl následně odvelen do Baltského moře, aby se zde působil jako doprovodná loď při minových operacích.

## Druhá světová válka
Počátkem července roku 1939 byl Fuchs jmenován do čela úřadu pro konstrukci válečného loďstva (Amt Kriegsschiffbau) a nahradil tak kontradmirála Wernera Grassmanna, který byl převelen na vrchní velitelství námořních sil. Zde bylo jeho hlavním úkolem veškeré plánování a konstruktáž válečného námořnictva (Kriegsmarine).
V polovině října téhož roku bylo rozhodnuto, že bude Fuchsův úřad rozšířen a zároveň s tím byl i přejmenován na "Hlavní úřad pro konstrukci válečného loďstva" (Hauptamt Kriegsschiffbau). Jeho povinnosti však zůstaly stejné a Fuchs byl tak dále zodpovědný za plánování a přestavbu válečného loďstva. K počátku prosince následujícího roku se dočkal povýšení do hodnosti viceadmirála (Vizeadmiral).
Následně byl ještě k 1. dubnu roku 1942 povýšen do hodnosti admirála (Admiral). V této funkci zůstal až do konce října roku 1944, kdy byl jeho úřad díky omezené možnosti výroby válečných lodí reorganizován a následně zmenšen. Admirál Fuchs byl následně převelen do zálohy, ve které zůstal až do konce války. Na jeho místě ho nahradil viceadmirál Friedrich Ruge.
Během svého působení v úřadu si Fuchs vysloužil hned několik vyznamenání, počínaje sponami ke svému pruskému železnému kříži a konče rytířským křížem válečného záslužného kříže s meči, což bylo vzhledem k tomu, že Fuchs nesloužil během druhé světové války v žádných bojových misích, to nejvyšší, kterým mohl být vyznamenán.
Po skončení války, byl Fuchs ke konci května roku 1945 zajat spojeneckými jednotkami, aby mohl být vyslechnut ohledně svého působení v nacistickém soukolí. Následně bylo shledáno, že není důvodu ho dále zadržovat a tak byl Fuchs ke konci února roku 1947 propuštěn ze zajetí.
Po propuštění žil Fuchs v Kitzebergu, který se později stal součástí šlesvicko-holštýnského města Heikendorf nedaleko Kielu. Zde také 30. června roku 1976 ve věku 85 let zemřel.

## Shrnutí vojenské kariéry

### Data povýšení
- Seekadett – 1. duben, 1909
- Fähnrich zur See – 12. duben, 1910
- Leutnant zur See – 19. září, 1912
- Oberleutnant zur See – 2. květen, 1915
- Kapitänleutnant – 29. listopad, 1919
- Korvettenkapitän – 1. duben, 1927
- Fregattenkapitän – 1. říjen, 1932
- Kapitän zur See – 1. říjen, 1934
- Konteradmiral – 1. říjen, 1938
- Vizeadmiral – 1. prosinec, 1940
- Admiral – 1. duben, 1942

### Významná vyznamenání
- Rytířský kříž válečného záslužného kříže s meči – 30. prosinec, 1944
- Německý kříž ve stříbře – 30. leden, 1943
- Válečný záslužný kříž I. třídy s meči
- Válečný záslužný kříž II. třídy s meči
- Spona k pruskému železnému kříži II. třídy
- Spona k pruskému železnému kříži I. třídy
- Pruský železný kříž I. třídy (První světová válka)
- Pruský železný kříž II. třídy (První světová válka)
- Bavorský vojenský záslužný řád IV. třídy s meči (První světová válka)
- Velkovévodský kříž Friedricha Augusta II. třídy (První světová válka)
- Kříž cti
- |  |  |  Služební vyznamenání wehrmachtu od IV. do I. třídy